# Cypho zaps
Cypho zaps är en fiskart som beskrevs av Gill 2004. Cypho zaps ingår i släktet Cypho och familjen Pseudochromidae. Inga underarter finns listade i Catalogue of Life.